# Lista planetelor minore: 236001–237000
Aceasta este lista planetelor minore cu numerele 236001–237000.

## 236001–236100
| Denumire | Denumire provizorie | Data descoperirii | Locul descoperirii | Descoperitor(i)     |
| -------- | ------------------- | ----------------- | ------------------ | ------------------- |
| 236001 – | 2005 GB23           | 1 aprilie 2005    | Anderson Mesa      | LONEOS              |
| 236002 – | 2005 GW23           | 2 aprilie 2005    | Mount Lemmon       | Mount Lemmon Survey |
| 236004 – | 2005 GE27           | 3 aprilie 2005    | Palomar            | NEAT                |
| 236005 – | 2005 GG29           | 4 aprilie 2005    | Kitt Peak          | Spacewatch          |
| 236006 – | 2005 GQ31           | 4 aprilie 2005    | Catalina           | CSS                 |
| 236007 – | 2005 GA41           | 4 aprilie 2005    | Socorro            | LINEAR              |
| 236024 – | 2005 GQ128          | 3 aprilie 2005    | Siding Spring      | SSS                 |
| 236032 – | 2005 GY166          | 11 aprilie 2005   | Junk Bond          | Junk Bond           |
| 236045 – | 2005 HU1            | 16 aprilie 2005   | Jarnac             | Jarnac              |
| 236054 – | 2005 JJ22           | 8 mai 2005        | Mayhill            | A. Lowe             |
| 236056 – | 2005 JK23           | 2 mai 2005        | Bergisch Gladbach  | W. Bickel           |
| 236086 – | 2005 KW11           | 29 mai 2005       | Reedy Creek        | J. Broughton        |

## 236101–236200
| Denumire               | Denumire provizorie | Data descoperirii  | Locul descoperirii | Descoperitor(i) |
| ---------------------- | ------------------- | ------------------ | ------------------ | --------------- |
| 236111 Wolfgangbüttner | 2005 RW4            | 7 septembrie 2005  | Radebeul           | M. Fiedler      |
| 236113 –               | 2005 SC21           | 26 septembrie 2005 | Goodricke-Pigott   | R. A. Tucker    |
| 236170 Cholnoky        | 2005 VP7            | 9 noiembrie 2005   | Piszkéstető        | K. Sárneczky    |
| 236194 –               | 2005 WD57           | 20 noiembrie 2005  | Gnosca             | S. Sposetti     |

## 236401–236500
| Denumire         | Denumire provizorie | Data descoperirii | Locul descoperirii | Descoperitor(i)     |
| ---------------- | ------------------- | ----------------- | ------------------ | ------------------- |
| 236463 Bretécher | 2006 FF             | 18 martie 2006    | Nogales            | J.-C. Merlin        |
| 236484 Luchijen  | 2006 FQ35           | 28 martie 2006    | Lulin Observatory  | H.-C. Lin, Q.-z. Ye |

## 236201–236300
| Denumire | Denumire provizorie | Data descoperirii | Locul descoperirii | Descoperitor(i) |
| -------- | ------------------- | ----------------- | ------------------ | --------------- |
| 236232 – | 2005 XD112          | 2 decembrie 2005  | Kitt Peak          | M. W. Buie      |
| 236236 – | 2005 YB37           | 26 decembrie 2005 | 7300 Observatory   | W. K. Y. Yeung  |

## 236301–236400
| Denumire | Denumire provizorie | Data descoperirii | Locul descoperirii   | Descoperitor(i) |
| -------- | ------------------- | ----------------- | -------------------- | --------------- |
| 236305 – | 2006 BU             | 19 ianuarie 2006  | Vallemare di Borbona | V. S. Casulli   |
| 236385 – | 2006 DO14           | 23 februarie 2006 | Powell               | R. Trentman     |

## 236401–236500
| Denumire | Denumire provizorie | Data descoperirii | Locul descoperirii | Descoperitor(i) |
| -------- | ------------------- | ----------------- | ------------------ | --------------- |
| 236492 – | 2006 GG3            | 7 aprilie 2006    | Ottmarsheim        | C. Rinner       |

## 236501–236600
| Denumire | Denumire provizorie | Data descoperirii | Locul descoperirii | Descoperitor(i) |
| -------- | ------------------- | ----------------- | ------------------ | --------------- |
| 236508 – | 2006 GO38           | 4 aprilie 2006    | Črni Vrh           | Črni Vrh        |
| 236597 – | 2006 JB6            | 5 mai 2006        | Nyukasa            | Nyukasa         |

## 236601–236700
| Denumire    | Denumire provizorie | Data descoperirii | Locul descoperirii | Descoperitor(i) |
| ----------- | ------------------- | ----------------- | ------------------ | --------------- |
| 236616 Gray | 2006 JR61           | 1 mai 2006        | Mauna Kea          | P. A. Wiegert   |
| 236668 –    | 2006 PJ             | 3 august 2006     | Pla D'Arguines     | R. Ferrando     |
| 236669 –    | 2006 PD1            | 14 august 2006    | Hibiscus           | S. F. Hönig     |

## 236701–236800
| Denumire             | Denumire provizorie | Data descoperirii | Locul descoperirii | Descoperitor(i)        |
| -------------------- | ------------------- | ----------------- | ------------------ | ---------------------- |
| 236728 Leandri       | 2007 HP14           | 19 aprilie 2007   | Saint-Sulpice      | B. Christophe          |
| 236743 Zhejiangdaxue | 2007 JU34           | 7 mai 2007        | Lulin Observatory  | Q.-z. Ye, C.-Y. Shih   |
| 236753 –             | 2007 MJ             | 16 iunie 2007     | Tiki               | S. F. Hönig, N. Teamo  |
| 236764 –             | 2007 OJ1            | 19 iulie 2007     | La Sagra           | OAM                    |
| 236767 –             | 2007 OP5            | 21 iulie 2007     | Lulin Observatory  | LUSS                   |
| 236770 –             | 2007 ON7            | 25 iulie 2007     | Dauban             | Chante-Perdrix         |
| 236784 Livorno       | 2007 PU27           | 12 august 2007    | San Marcello       | L. Tesi, M. Mazzucato  |
| 236785 –             | 2007 PN29           | 15 august 2007    | Zvezdno Obshtestvo | F. Fratev              |
| 236788 –             | 2007 PM35           | 9 august 2007     | XuYi               | PMO NEO Survey Program |
| 236800 Broder        | 2007 QU3            | 24 august 2007    | Wildberg           | R. Apitzsch            |

## 236801–236900
| Denumire           | Denumire provizorie | Data descoperirii  | Locul descoperirii | Descoperitor(i)       |
| ------------------ | ------------------- | ------------------ | ------------------ | --------------------- |
| 236806 –           | 2007 RC2            | 4 septembrie 2007  | Junk Bond          | D. Healy              |
| 236807 –           | 2007 RH9            | 2 septembrie 2007  | Siding Spring      | K. Sárneczky, L. Kiss |
| 236808 –           | 2007 RX12           | 11 septembrie 2007 | Vicques            | M. Ory                |
| 236810 Rutten      | 2007 RH14           | 9 septembrie 2007  | Wildberg           | R. Apitzsch           |
| 236811 –           | 2007 RE16           | 12 septembrie 2007 | Gaisberg           | R. Gierlinger         |
| 236812 –           | 2007 RS19           | 14 septembrie 2007 | Desert Moon        | B. L. Stevens         |
| 236851 Chenchikwan | 2007 RA139          | 15 septembrie 2007 | Lulin Observatory  | H.-C. Lin, Q.-z. Ye   |
| 236895 –           | 2007 TZ16           | 7 octombrie 2007   | Calvin-Rehoboth    | Calvin College        |

## 236901–237000
| Denumire        | Denumire provizorie | Data descoperirii | Locul descoperirii | Descoperitor(i) |
| --------------- | ------------------- | ----------------- | ------------------ | --------------- |
| 236971 –        | 2007 XC18           | 12 decembrie 2007 | Great Shefford     | P. Birtwhistle  |
| 236972 –        | 2008 AV3            | 5 ianuarie 2008   | Bisei SG Center    | BATTeRS         |
| 236976 –        | 2008 JA15           | 5 mai 2008        | Dauban             | F. Kugel        |
| 236984 –        | 2008 PP21           | 4 august 2008     | Eygalayes          | P. Sogorb       |
| 236987 Deustua  | 2008 QX9            | 26 august 2008    | La Sagra           | OAM             |
| 236988 Robberto | 2008 QE12           | 25 august 2008    | La Sagra           | OAM             |